# Mareuil-sur-Ourcq
Mareuil-sur-Ourcq is een gemeente in het Franse departement Oise (regio Hauts-de-France). De plaats maakt deel uit van het arrondissement Senlis. De gemeente telde 1.589 inwoners op 1 januari 2022.

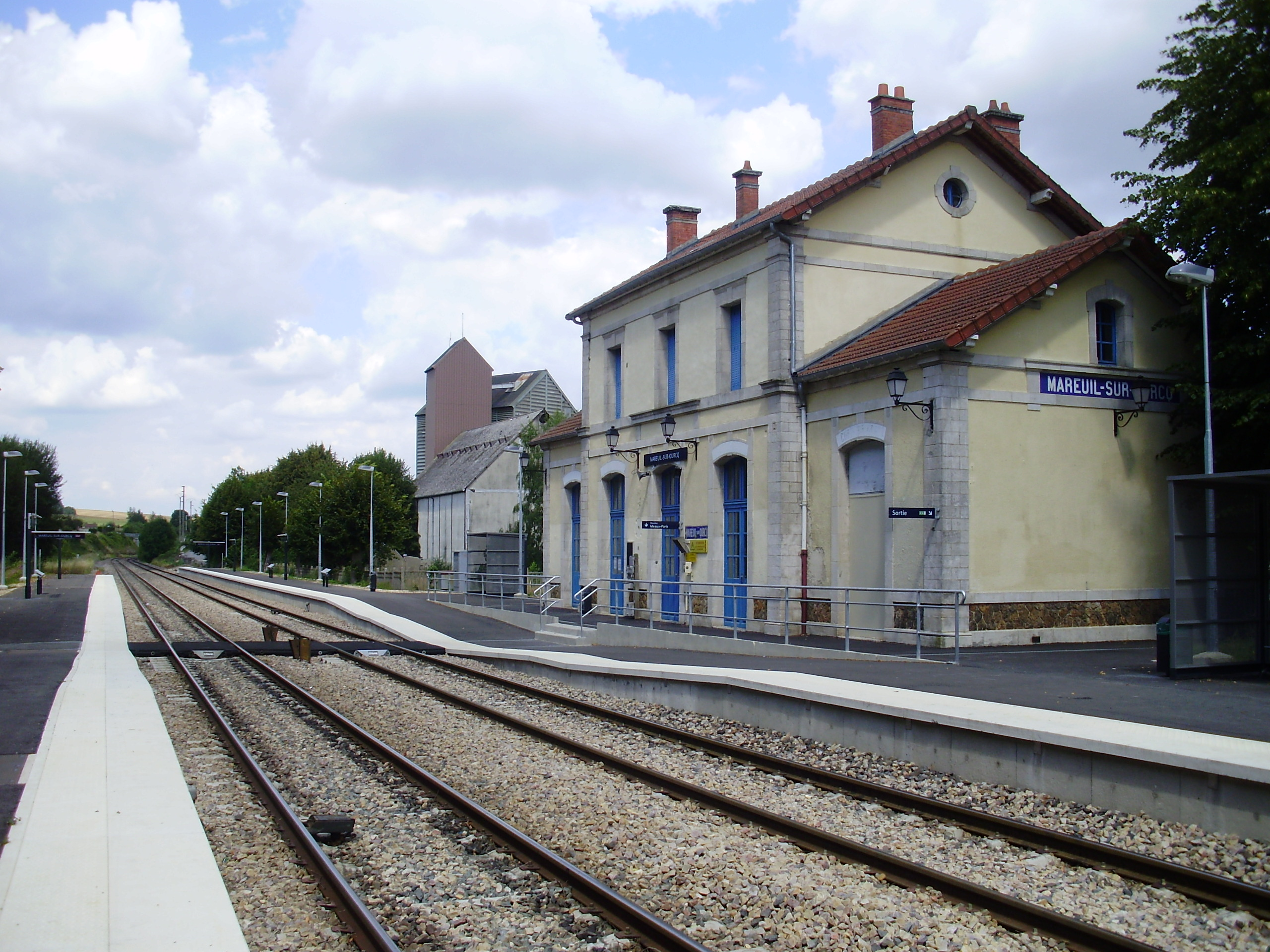
Station van Mareuil-sur-Ourcq
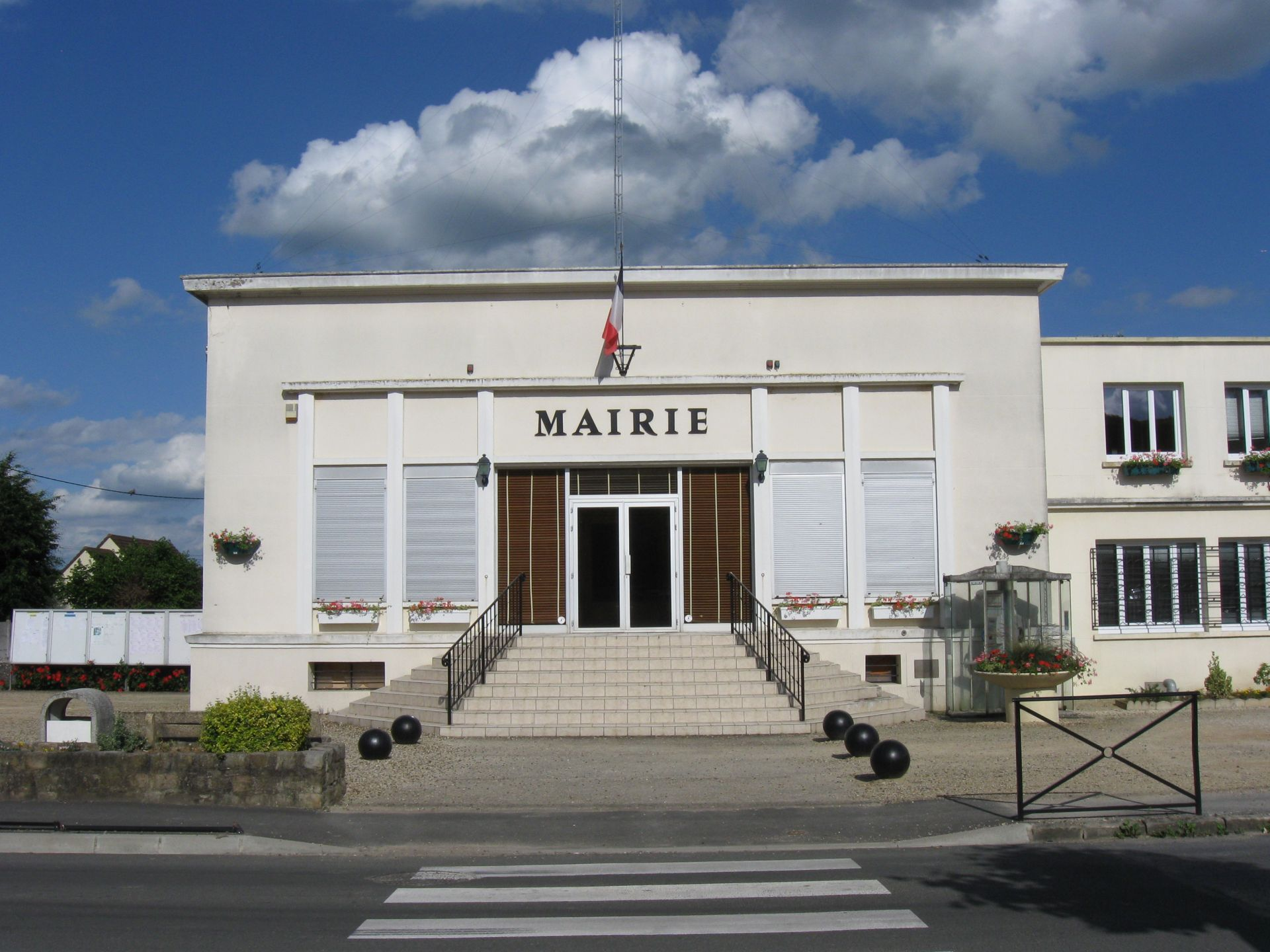
Gemeentehuis
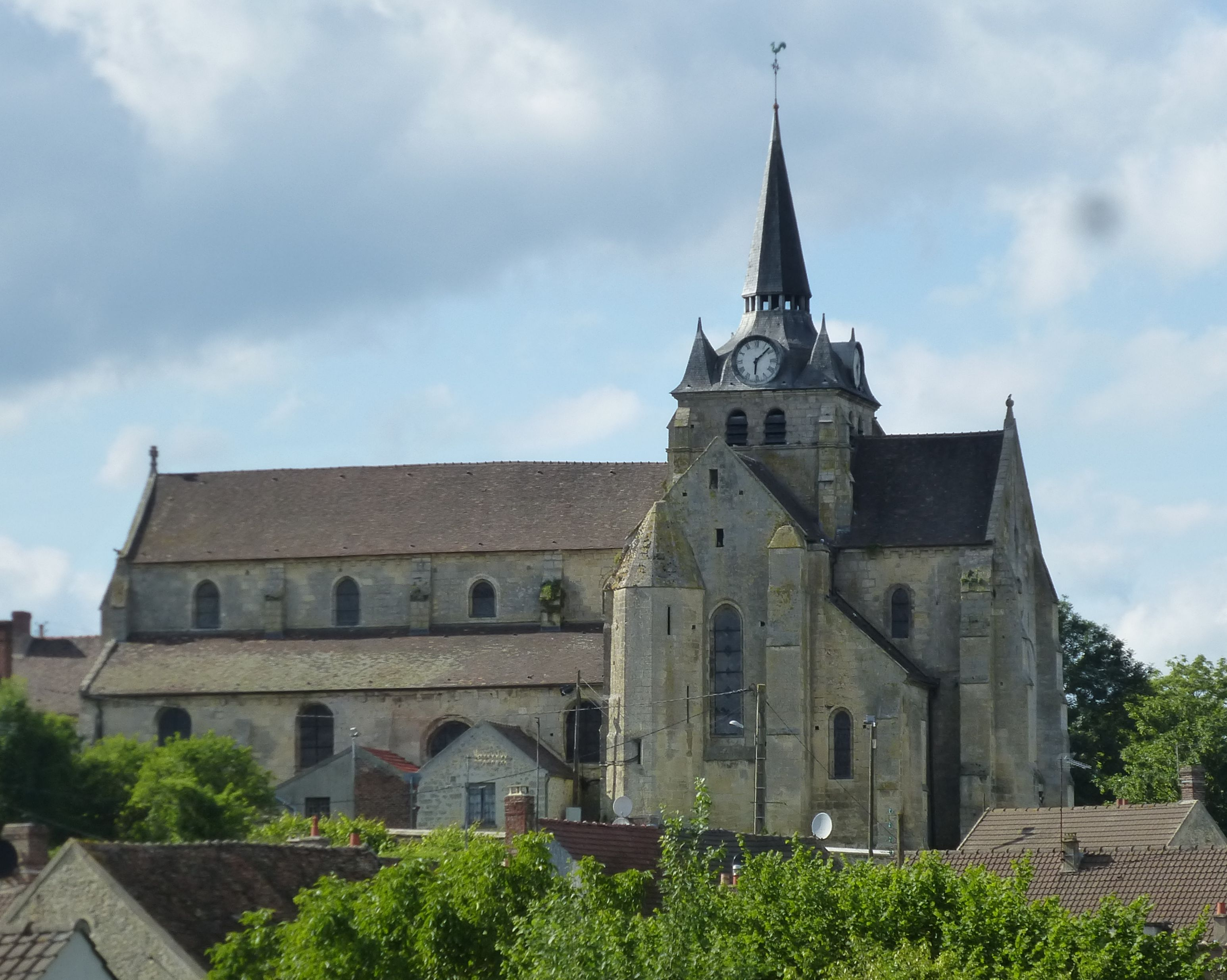
Kerk

## Geografie
De oppervlakte van Mareuil-sur-Ourcq bedroeg op 1 januari 2022 10,14 vierkante kilometer; de bevolkingsdichtheid was toen 156,7 inwoners per km².

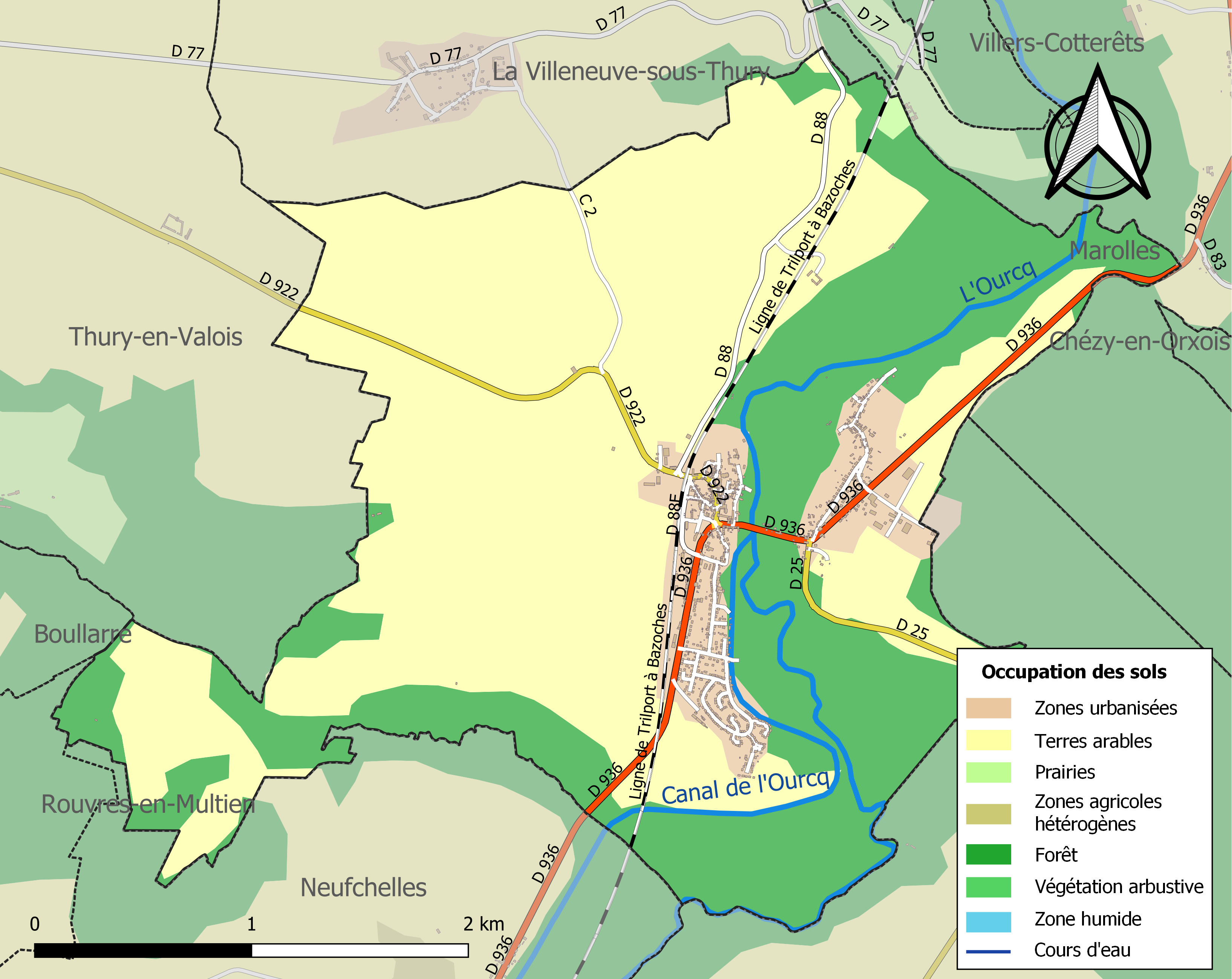
Kaart van de gemeente met belangrijkste infrastructuur, bodemgebruik en omliggende gemeenten

## Demografie
Onderstaande figuur toont het verloop van het inwonertal (bron: INSEE-tellingen).